# Corning Incorporated
La Corning Incorporated è un'impresa americana produttrice di vetro, ceramiche e materiali simili sia per l'ambito industriale che per quello scientifico. Nel passato, fino al 1989, la società era conosciuta come Corning Glass Works, mentre in seguito ha cambiato il suo nome in Corning Incorporated.

## Storia
Corning Glass Works fu fondata nel 1851 da Amory Houghton, a Somerville, in Massachusetts, originariamente come Bay State Glass Co. Si spostò poi a Williamsburg (New York), e operò come Brooklyn Flint Glass Works. L'ultima tappa della ditta fu Corning (New York), nel 1868 sotto la guida del figlio del fondatore, Amory Houghton Jr. Nel 1998 la Corning Incorporated ha venduto le linee consumer CorningWare, Corelle e Pyrex all'azienda World Kitchen, ma oggi detiene ancora una partecipazione dell'8%.
Dal 2008 in poi la Corning Incorporated concentra il suo business in questi cinque settori: tecnologia dei display, tecnologia dell'ambiente, scienze della vita, telecomunicazioni e materiali speciali. Inoltre l'impresa è anche coinvolta in alcune joint venture.
L'impresa è anche nota per essere la produttrice del Gorilla Glass, un vetro per dispositivi portatili (in particolare smartphone) con caratteristiche particolari che nel 2012 è stato presente in circa 600 milioni di dispositivi e che viene tutt'oggi ampiamente integrato nella maggioranza degli smartphone di punta delle principali aziende produttrici.

## Prodotti

### Gorilla Glass
Il Gorilla Glass è un vetro prodotto dalla Corning, fatto di un materiale alcalino-alluminosilicato progettato specificamente per essere sottile, leggero e resistente.
È essenzialmente prodotto per essere utilizzato su schermi dei dispositivi elettronici portatili come ad esempio telefoni cellulari, lettori multimediali portatili e schermi per pc portatili.
Le caratteristiche peculiari del Gorilla Glass sono la sua forza, la resistenza ai graffi il tutto associato ad un piccolo spessore del vetro.
Il Gorilla Glass è compatibile con la tecnologia RF e permette di avere una grande chiarezza ottica; questo lo rende adatto per schermi in alta definizione e televisivi 3D.
Il Gorilla Glass ha permesso alla Corning di guadagnare circa 700 milioni $  nel 2011, e viene utilizzato in quasi 600 milioni di dispositivi diversi dalle tavolette agli ultrabook. Come specificato nel libro "Steve Jobs" di Walter Isaacson, il vetro Gorilla Glass fu usato nel primo iPhone commercializzato nel 2007.

### Gorilla Armor
Il Gorilla Armor è un vetro prodotto dalla Corning che offre una protezione maggiore agli schermi degli smartphone. Rispetto ai tradizionali vetri, questi sono progettati per resistere ancora meglio a urti, cadute e graffi, grazie a processi chimici e strutturali che ne aumentano la robustezza senza compromettere la trasparenza o la sensibilità del touchscreen. Il Samsung Galaxy S25 Ultra integra il Gorilla Armor 2, che riduce di molto i riflessi.